# 天亡簋
天亡簋，又名大豊簋、朕簋、退簋，是一件铸造于西周初年的四耳方座青铜簋，与利簋同为西周初期时代最早、最有代表性的青铜器。清代道光年间出土于陕西岐山，现藏于北京中国国家博物馆。腹内底部有铭文8行78字，内容与周初的重大历史事件有关。2013年8月19日列入《第三批禁止出境展览文物目录》。

## 流传
这件青铜簋最初由清代山东潍县金石学家陈介祺收藏。据陈介祺记载，该簋在道光末年（1844年），与毛公鼎一起出土于陕西岐山。陈介祺去世后，此簋也失去踪迹。1956年突然在上海现世，由琉璃厂商人买下后交给北京故宫博物院。现归中国国家博物馆藏。

## 形制

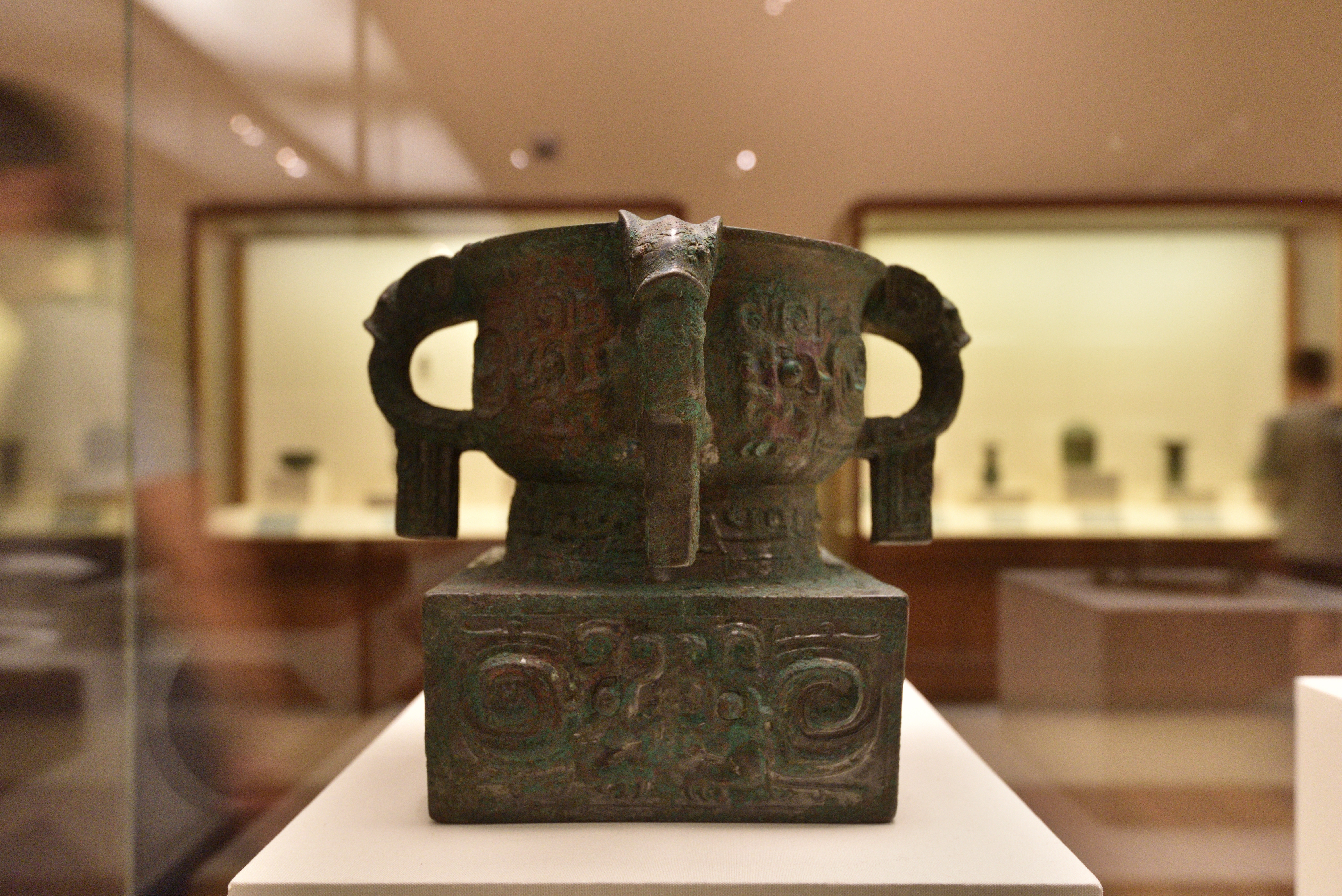
主纹饰为两两相对的蜗身兽纹

簋高24.2厘米，底径18.5厘米，口径21厘米。侈口；四只环耳作兽首造型，耳下垂有方珥；深腹，下腹鼓起；圈足下铸有方座。方座簋和四耳簋都流行于西周早期。
器身和方座上的主纹饰，是两两相对的蜗身兽纹（又称夔纹），头是龙的形状，身体像背着壳的蜗牛。这种纹饰大多见于西周早期的青铜器。:335

## 铭文

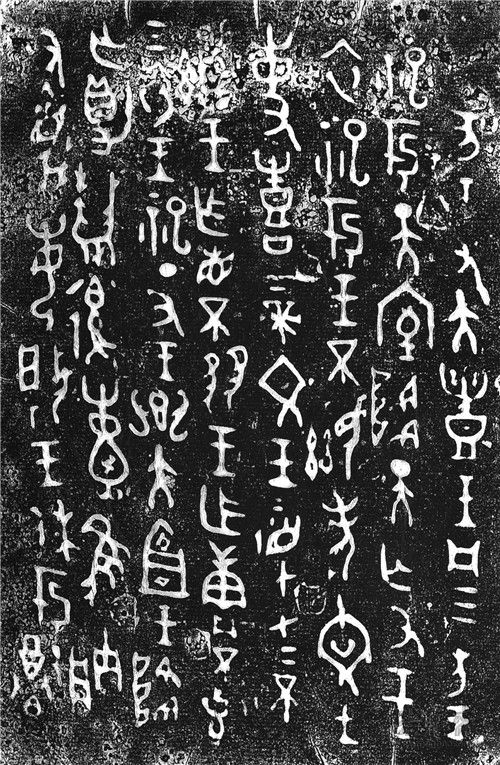
天亡簋铭文拓片

簋内铭文共8行78字，相当古奥费解，引发众多学者的浓厚兴趣。孙稚雏总结各家意见，写成《天亡簋铭文汇释》，释出铭文如下：:166-180
[乙]亥，王又大豊，王凡三方，王

祀于天室，降，天亡又王，

衣祀于王。不顯考文王，

事喜上帝，文王德在上，不

顯王乍省，不㣈王乍，不克

乞衣王祀。丁丑，王鄉大宜，王降，

亡□退。隹朕

又蔑，每扬王休于尊㿝。
铭文记录了“王”举行“大豊（礼）”的事件。由于文中提到“不（丕）顯考文王”，因而学者认定举行大礼、祭祀文王的是其子武王。铭文中进行祭祀的“天室”，徐同柏、陈梦家、李学勤等认为是明堂，蔡运章、曲英杰等认为“天室”即“太室”，指太室山，林沄在此基础上认为此次大礼是在嵩山封禅。铭文中的“天亡”，刘心源认为是器主的名字，于省吾认为“天亡”即“太望”，也就是太公望。
对于铭文所记录的历史事件，学者有众多不同意见。孙作云等认为是武王伐纣之前的祈祷活动。于省吾、黄盛璋等认为是武王伐纣得胜后西归宗周所举行的祭祀、封赏活动，对应《逸周书·世俘》。刘晓东、蔡运章、林沄、李学勤等认为与武王克商后规划建设洛邑（东土度邑）有关，与何尊铭文呼应，证实了《逸周书·度邑》所载为信史。
于省吾认为，铭文中的“不（丕）顯王乍（作）省，不（丕）㣈（肆）王乍（作）”，有着商代的卜辞、金文所没有的工整对偶和协调用韵，在中国韵文的发展史上“开千古词赋的先河”。